# Halavattnet
Halavattnet är en sjö i Strömsunds kommun i Jämtland och ingår i Indalsälvens huvudavrinningsområde. Sjön har en area på 0,242 kvadratkilometer och ligger 329 meter över havet. Sjön avvattnas av vattendraget Halån (Kilån).

## Delavrinningsområde
Halavattnet ingår i det delavrinningsområde (703370-147501) som SMHI kallar för Utloppet av Halavattnet. Medelhöjden är 334 meter över havet och ytan är 2,62 kvadratkilometer. Räknas de 11 avrinningsområdena uppströms in blir den ackumulerade arean 125,25 kvadratkilometer. Halån (Kilån) som avvattnar avrinningsområdet har biflödesordning 3, vilket innebär att vattnet flödar genom totalt 3 vattendrag innan det når havet efter 199 kilometer. Avrinningsområdet består mestadels av skog (46 procent) och sankmarker (36 procent). Avrinningsområdet har 0,24 kvadratkilometer vattenytor vilket ger det en sjöprocent på 9,1 procent.